# Machete Mata
Machete Mata (em inglês:  Machete Kills) é um filme de ação estadunidense de 2013, escrito, musicado e dirigido por Robert Rodriguez. É continuação de Machete, baseado em um trailer falso presente no filme Grindhouse.
Danny Trejo, Michelle Rodriguez, Tom Savini e Jessica Alba refazem seus papéis do primeiro filme, bem como são adicionados ao elenco Mel Gibson, Amber Heard, Sofía Vergara, Antonio Banderas, Cuba Gooding Jr., Vanessa Hudgens, Alexa Vega, Demián Bichir, William Sadler, Marko Zaror e Charlie Sheen (creditado pelo seu nome real "Carlos Estévez").

## Elenco
- Danny Trejo como Machete Cortez
- Michelle Rodriguez como Luz[8]
- Mel Gibson como Luther Voz[9]
- Demián Bichir como Mendez[10]
- Charlie Sheen como o presidente Rathcock[11]
- Amber Heard como Miss San Antonio[12]
- Sofía Vergara como Madame Desdemona[13]
- Lady Gaga como La Chameleón 3[14]
- Antonio Banderas como El Cameleón
- Cuba Gooding Jr. como El Cameleón 2[15]
- Walton Goggins como El Cameleón 1
- William Sadler como Sheriff Doakes[16]
- Jessica Alba como Sartana Rivera
- Vanessa Hudgens como Cereza[17][18]
- Alexa Vega como KillJoy
- Tom Savini como Osiris Amanpour
- Marko Zaror como Zaror
- Electra Avellan como Nurse Mona
- Elise Avellan como Nurse Lisa[8]

## Produção
Em 10 de junho de 2012, Rodriguez anunciou que a fotografia principal de Machete Kills tinha começado. A fotografia principal levou apenas 29 dias, finalizando em 28 de julho de 2012. Lady Gaga anunciou em seu site social Littlemonsters.com que ela desempenhou um papel menor. Ela também afirmou que o filme receberia a classificação "R" nos Estados Unidos.

## Recepção
O Rotten Tomatoes deu ao filme uma classificação de 29% com base em 127 críticas, com uma média de classificação de 4,6/10. O consenso crítico do site diz: “Embora possuído pela mesma loucura de seu antecessor muito superior, Machete Kills perde a centelha da primeira parcela em uma sequência menos habilmente montada.” No Metacritic, que atribui uma classificação com base nas críticas dos principais críticos, o filme recebeu uma pontuação de 41 em 100, com base em 33 críticos, indicando “críticas mistas ou médias”.